# Seiichi Morimura
Seiichi Morimura (japanisch 森村 誠一: Morimura Seiichi; * 2. Januar 1933 in Kumagaya in der Präfektur Saitama, Kaiserreich Japan; † 24. Juli 2023 in Tokio) war ein japanischer Autor von Kriminalromanen.

## Leben und Wirken
Seiichi Morimura machte seinen Studienabschluss an der Aoyama-Gakuin-Universität am Institut für Englische und Amerikanische Literatur. 1969 gewann er mit seinem Debüt als Kriminalschriftsteller den Edogawa-Rampo-Preis für „Kōzō no shikaku“ (高層の死角) – „Blinder Fleck in großer Höhe“. Das ist eine Geschichte über einen Mord in einem verschlossenen Zimmer in einem großen Hotel. 1972 gewann er mit dem Roman „Fushoku no kōzō“ (腐蝕の構造) – etwa „Struktur der Verwesung“ den „Mystery Writers of Japan Award“ (日本推理作家協会賞, Nihon suiri sakka kyōkai shō). Er gilt als repräsentativer Autor der „Shinhonkaku-ha“ (新本格派), einer Richtung des Kriminalromans in den 1980er bis 1990er Jahren, die kriminelle Tricks betont und dem Spaß am Lösen von Geheimnissen nachgeht. Eine umfangreiche Serie hat den Titel „Munesue keiji“ (棟居刑事) – „Kriminalkommissar Munesue“, die dann auch im Fernsehen zu sehen war. Zu seinen weiteren Werken gehört u. a. die Shōmei-Serie, eine Trilogie, die mit „Ningen no shōmei“ (人間の証明) – etwa „Beweis für das Menschsein“ beginnt. Sie erschien ab 1975.
Der Titel eines Sachbuchs aus dem Jahr 1982 lautet „Akuma no hōshoku“ (悪魔の飽食) – etwa „Sättigung des Teufels“. Es schildert die Schrecken der bakteriologischen Kriegsführung des 731. Regiments der Kwantung-Armee in der Mandschurei. Er verfasste auch historische Romane, wie „Chūshingura“ (忠臣蔵) – „Schatz der treuen Vasallen“, den er 1986 veröffentlichte.
2011 erhielt Morimura für „Akudō“ (悪道) – etwa „Weg ins Verderben“ den „Yoshikawa Eiji bungaku-shō“ (吉川英治文学賞), der in Erinnerung an Yoshikawa Eiji vergeben wird.